# Rupert Ignaz Mayr
Rupert Ignaz Mayr (* 1646 in Schärding/Inn; † 7. Februar 1712 in Freising) war ein deutscher Violinist, Komponist und Hofkapellmeister.

## Leben und Werk
Rupert Ignaz Mayr wurde 1646 in Schärding am Inn (heute Oberösterreich) geboren. Über seine Jugendzeit und seine musikalische Ausbildung ist wenig bekannt. Vermutlich dürfte er im nahe gelegenen Passau Unterricht bekommen haben. Nach ersten Dienstjahren als Geiger am Bischofshof in Freising ist er 1678 Violinist der bischöflichen Kapelle in Eichstätt und teilweise auch in Regensburg, von 1683 bis 1685 am bischöflichen Hof in Passau und ab 1685 an der kurfürstlichen Hofkapelle bei Maximilian II. Emanuel in München. Dass Kurfürst Maximillian Emanuel Rupert Ignaz Mayr nach Paris zu Jean-Baptiste Lully zu vertiefenden Studien sandte, konnte durch neue Forschungen widerlegt werden.
Ab 1706 war er bischöflicher Hofkapellmeister bei Johann Franz Eckher von Kapfing und Liechteneck in Freising, wo er am 7. Februar 1712 als Hochfürstlicher Rat starb. Sein Wappen-Grabstein befindet sich in der Stadtpfarrkirche St. Georg.
Gemäß seinen Aufgabenfeldern als Violinist und Hofkapellmeister hat Mayr vorzugsweise Kirchenmusik und Instrumentalwerke geschaffen. Bekannt sind vor allem die sieben Orchestersuiten „Pythagorische Schmids-Fuencklein“ von 1692, mit denen er auf die Legende von Pythagoras in der Schmiede über die Entdeckung der Zahlenverhältnisse der Musikalischen Intervalle anspielt. Unter den insgesamt 43 Tänzen finden sich Seltenheiten wie Spagniolet, Ritirata, Fuga und Passacaglia. Die elf von Rupert Ignaz Mayr komponierten Schuldramen gingen hingegen verloren. In München, der Kulturmetropole Süddeutschlands, waren einflussreiche Musiker aus Frankreich und Italien tätig. Rupert Ignaz Mayr fand bei bewusst sparsamer Einbeziehung fremdländischer Stilistik und mit persönlicher Aussagekraft zu einer eigenen hochbarocken Tonsprache und war am Hofe Max Emanuels der wohl bedeutendste deutschsprachige Komponist.
Seit 1960 erschienen zahlreiche Einspielungen seiner Werke auf Schallplatte, Musikkassette und CD.
An Mayrs letzter Wirkungsstätte Freising erinnert das Rathaus-Glockenspiel mit einem kurzen musikalischen Zitat aus seiner Orchestersuite Nummer sieben als Hommage an den Komponisten.

## Werke
- SACRI CONCENTUS psalmorum, antiphonarum, piarum Cantionum ex sola voce et diversis instrumentis, op.3, Regensburg 1681. Vollständige Neuausgabe 2004–2006.
- Wehmüthiges Trauer-Gedicht, Uber den schmertzhafften und niemals gnugsam beklagten Hintritt, Deß …  Herrn Marquardi II. Bischoffen zu Eystätt, und Dom-Probsten zu Mäyntz.  Regensburg 1685. 12:207501B im VD 17.
- Pythagorische Schmids-Fuencklein Bestehend In unterschidlichen Arien Sonatinen Ouverturen Allemanden Couranten Gavotten Sarabanden Giquen Menueten & c. Mit 4 Instrumenten und beygefuegten General-Bass, Bey Tafel-Musicken Comoedien Serenaten und andern froelichen Zusammenkunfften zu gebrauchen, Augsburg 1692. Vollständige Neuausgabe 1987–1991.
- GAZOPHYLACIUM MUSICO-SACRUM refertum Vigintiquinque Offertoriis Dominicalibus seu Motettis de omni tempore à 4.&5. Vocibus Concert. 2. Violinis necess. 3. Trombonis vel Violis, ad lib. Concert. 4.Ripienis pro pleno Choro, & duplici Basso Continuo, Augsburg 1702[2]
- PSALMODIA BREVIS AD VESPERAS TOTIUS ANNI à 4. Vocibus Concertantibus, 2. Violinis Necessarijs, 3, Violis vel Trombonis, ET 4. Ripienis ad libitum pro pleno Choro, Cum Duplici Basso Continuo, Augsburg 1706. (Daraus sieben Psalmen als Marienvesper I und II in Neuausgabe 1996)
- CONSIDERATIONES: 24 lateinische Bühnenwerke zur Fastenzeit für Solostimmen und kleines Orchester, nicht ediert.
- Trio-Sonate für 2 Violinen und Basso continuo, Neudruck 1996.
- Drei Sonaten für Violine und Basso continuo, Neudruck 1998.